# Iona l'Enchanteresse
Iona l'Enchanteresse alias Clémentine de Vère, née le 20 décembre 1888 à Bruxelles et morte le 31 mars 1973 à Saint-Laurent-du-Var, est une prestidigitatrice de nationalité britannique qui était une référence au tout début du XXe siècle, pour ses grandes illusions.
Née dans une famille d'artistes, elle a vécu en France de 1892 à 1904 et de 1928 à sa mort en 1973. Elle a été un temps l'épouse du prince russo-géorgien Vladimir Eristavi Tchitcherine, avant que celui ci ne se marie avec l'actrice du cinéma muet Lucy Cutton. Elle s'est produite sur les scènes d'Europe et des États-Unis, dans des numéros de styles égyptiens et orientaux.

## Carrière dans les arts de la scène
Sa carrière dans les arts de la scène a été relativement courte, ne durant que cinq ans au total entre 1908 à 1914. De 1908 à la mi-1910, le Clémentine se produisait avec des animaux dressés. Son premier numéro de magie est construit par son père Charles de Vere en 1909 et est créé en septembre 1910 à Marseille. Ce numéro spectaculaire est annoncé par de magnifiques affiches qui sont aujourd'hui des objets de collection. Sur les 22 affiches connues pour "Ionia" produites par la firme Moody Brothers de Birmingham, seules onze sont encore répertoriées de nos jours.
Le 30 janvier 1911, elle apparaît sur scène, à l'Hippodrome de Birmingham en Angleterre, dans un numéro qui nécessite six tonnes de matériel et des costumes égyptiens élaborés pour Clémentine et ses assistant(e)s. Ionia a un grand succès et cette année-là, son numéro est présenté à Vienne, Marseille, Lyon, Prague et d'autres lieux. Elle apparaît en couverture de la revue américaine spécialisée The Sphinx de mars 1911, avec un article sur sa prestation à Manchester.
Ionia a signé un contrat pour se produire en Amérique, mais ne l'a pas fait en raison de la fermeture soudaine des Folies Bergère de Broadway à New York. Ce théâtre a été ouvert au printemps 1911 et a fermé en octobre de la même année en raison de difficultés financières. En 1912, Iona passe la plus grande partie de l'année à se produire à Vienne au Kaisergarten et aux théâtres Ronacher.
En 1914, Charles de Vere, déçu que sa fille n'ait pas continué son numéro, tente de vendre les tours et les pièces d'équipement afin de limiter les pertes financières du matériel non amorti.

## Vie personnelle
Clémentine de Vère est le huitième enfant du prestidigitateur et marchand de matériel pour magiciens Herbert Shakespeare Gardiner Williams (1843-1931) alias Charles de Vère et de son épouse Julia Ferrett qui crée vers 1880 à Paris un numéro de prestidigitation inspiré du Japon et se produit sous le nom de scène Okita,. Elle est, par ailleurs, la sœur de l'actrice Élise de Vère.
Le 5 mai 1904, âgée de 15 ans 1/2, elle épouse en premières noces le dresseur de lions américain Herman Armond Wirtheim (1876–1959) du cirque Bostock et suit son mari en tournée aux États-Unis et en Europe jusqu'en 1909. Elle a un fils de ce premier mariage qui se termine par un divorce le 23 juin 1917. Le 21 juin 1919, elle épouse en secondes noces à Paris le Prince Vladimir Eristavi Tchitcherine (1881-1967), dont elle avait fait la connaissance à Vienne en 1913. Après son mariage, elle part en Russie avec son mari et commence à acheter de grandes étendues de terrains, mais ses titres de propriétés sont détruits lors de la révolution russe. Dans les années 1920, elle part avec son mari à Washington DC avant de revenir en France. Elle divorce une second fois, le 25 octobre 1928, mais conserve son titre de Princesse Tchitcherine. Elle passe le reste de sa vie en France et s'éteint à l'âge de 84 ans à Saint-Laurent-du-Var le 31 mars 1973. Sa tombe se trouve au cimetière des Batignolles, à côté de celle de ses parents.

## Sources et références
1. ↑  « Ionia 2 », sur www.magicpostergallery.com (consulté le 1er octobre 2022)
2. ↑  (en-US) www.bibliopolis.com, « Archive of Ionia the Enchantress on Martayan Lan », sur Martayan Lan (consulté le 1er octobre 2022)
3. 1 2  « Ionia Magic 2006 page 1 », sur www.magicpostergallery.com (consulté le 1er octobre 2022)
4. ↑  « Herbert Shakespeare Gardiner Williams “Charles”... », sur fr.findagrave.com (consulté le 1er octobre 2022)
5. ↑  « Julia “Okita” Ferrett De Vere (1852-1916) -... », sur fr.findagrave.com (consulté le 1er octobre 2022)
6. ↑  « Dawes, Prof. Edwin Alfred, (born 6 July 1925), Reckitt Professor of Biochemistry, University of Hull, 1963–90, now Emeritus », dans Who's Who, Oxford University Press, 1er décembre 2007 (lire en ligne)
7. 1 2  (en) Erin Morgenstern, The Night Circus, Random House, 6 octobre 2016 (ISBN 978-1-4735-2481-1, lire en ligne)
8. 1 2  « Clementine Listine de Vère (1888-1973) - Mémorial... », sur fr.findagrave.com (consulté le 29 septembre 2022)
9. ↑  « Musée de la Magie », sur www.museedelamagie.com (consulté le 30 septembre 2022)